# Balabanca, Cetatea Albă
Balabanca (în ucraineană Балабанка, transliterat Balabanka) este un sat în comuna Divizia din raionul Cetatea Albă, regiunea Odesa, Ucraina. Are 159 locuitori, preponderent ucraineni.
Satul este situat la o altitudine de 2 metri, în partea centrală a raionului Tatarbunar, pe malul nordic al Limanului Șagani. El se află la o distanță de 20 km sud-est de centrul raional Tatarbunar.

## Istoric
Prin Tratatul de pace de la București, semnat pe 16/28 mai 1812, între Imperiul Rus și Imperiul Otoman, la încheierea războiului ruso-turc din 1806 – 1812, Rusia a ocupat teritoriul de est al Moldovei dintre Prut și Nistru, pe care l-a alăturat Ținutului Hotin și Basarabiei/Bugeacului luate de la turci, denumind ansamblul Basarabia (în 1813) și transformându-l într-o gubernie împărțită în zece ținuturi (Hotin, Soroca, Bălți, Orhei, Lăpușna, Tighina, Cahul, Bolgrad, Chilia și Cetatea Albă, capitala guberniei fiind stabilită la Chișinău).
În urma Tratatului de la Paris din 1856, care încheia Războiul Crimeii (1853-1856), Rusia a retrocedat Moldovei o fâșie de pământ din sud-vestul Basarabiei (cunoscută sub denumirea de Cahul, Bolgrad și Ismail). În urma acestei pierderi teritoriale, Rusia nu a mai avut acces la gurile Dunării. În urma Unirii Moldovei cu Țara Românească din 1859, acest teritoriu a intrat în componența noului stat România (numit până în 1866 "Principatele Unite ale Valahiei și Moldovei").
Satul Balabanca a fost fondat în anul 1871 de către țărani ucraineni. În urma Tratatului de pace de la Berlin din 1878, România a fost constrânsă să cedeze Rusiei sudul Basarabiei.
După Unirea Basarabiei cu România la 27 martie 1918, satul Balabanca a făcut parte din componența României, în Plasa Tatar-Bunar a județului Cetatea Albă. Pe atunci, majoritatea populației era formată din ucraineni, existând și o comunitate mare de ruși. La recensământul din 1930, s-a constatat că din cei 594 locuitori din sat, 406 erau ucraineni (68.35%), 149 ruși (25.08%), 35 români (5.89%) și 4 evrei.
Ca urmare a Pactului Ribbentrop-Molotov (1939), Basarabia, Bucovina de Nord și Ținutul Herța au fost anexate de către URSS la 28 iunie 1940. După ce Basarabia a fost ocupată de sovietici, Stalin a dezmembrat-o în trei părți. Astfel, la 2 august 1940, a fost înființată RSS Moldovenească, iar părțile de sud (județele românești Cetatea Albă și Ismail) și de nord (județul Hotin) ale Basarabiei, precum și nordul Bucovinei și Ținutul Herța au fost alipite RSS Ucrainene. La 7 august 1940, a fost creată regiunea Ismail, formată din teritoriile aflate în sudul Basarabiei și care au fost alipite RSS Ucrainene .
În perioada 1941-1944, toate teritoriile anexate anterior de URSS au reintrat în componența României. Apoi, cele trei teritorii au fost reocupate de către URSS în anul 1944 și integrate în componența RSS Ucrainene, conform organizării teritoriale făcute de Stalin după anexarea din 1940, când Basarabia a fost ruptă în trei părți. În anul 1954, Regiunea Ismail a fost desființată, iar localitățile componente au fost incluse în Regiunea Odesa.
Începând din anul 1991, satul Balabanca face parte din raionul Tatarbunar al regiunii Odesa din cadrul Ucrainei independente. În prezent, satul are 159 locuitori, preponderent ucraineni.

## Demografie
Componența lingvistică a localității Balabanka
     Ucraineană (99,37%)
     Alte limbi (0,63%)
Conform recensământului din 2001, majoritatea populației localității Balabanka era vorbitoare de ucraineană (99,37%), existând în minoritate și vorbitori de alte limbi.
1930: 594 (recensământ) 
2001: 159 (recensământ)